# Vinzenz Binggeli
Vinzenz Binggeli (* 27. März 1993) ist ein Schweizer Politiker (SP und Juso).

## Leben
Vinzenz Binggeli wuchs in Busswil bei Büren, im Grossraum Biel auf. Er studierte Volkswirtschaft an der Universität Bern. Zur Zeit absolviert er seinen Master of Arts in economics an der Universität in Fribourg. Grössere mediale Aufmerksamkeit erlangte Vinzenz Binggeli, als er wegen übler Nachrede verurteilt wurde. Er hatte zuvor eine Auseinandersetzung mit Ratskollegen auf Social Media.

## Politik
Vinzenz Binggeli ist seit 2021 Mitglied des Grossen Rates in Bern. Er nahm nach dem Rücktritt von Christian Bachmann (SP) dessen Sitz ein. Zuvor war er Co-Präsident der Juso Kanton Bern. Vinzenz Binggeli sass bis am 20. Mai 2019 im Grossen Gemeinderat (GGR) von Lyss. Trotz vermehrtem präsent-sein in Parlamenten, ist für Vinzenz Binggeli klar, ohne Aktivismus geht es für ihn nicht. Politik muss für ihn weiterhin auch auf der Strasse stattfinden.